# Christian Herzig
Christian Herzig (* 1974) ist Professor für Betriebslehre der Ernährungswirtschaft und des Agribusiness am Fachbereich 09 – Agrarwissenschaften, Ökotrophologie und Umweltmanagement an der Justus-Liebig-Universität Gießen.

## Leben
Nach der Promotion zum integrativen Nachhaltigkeitsmanagement in den Wirtschafts- und Sozialwissenschaften sowie Doppel-Studium der Umweltwissenschaften und der Betriebswirtschaftslehre an der Universität Lüneburg hatte er von 2008 bis 2010 verschiedene Postdoc-Positionen an universitären Nachhaltigkeitszentren in Australien, Deutschland und England. Von 2010 bis 2013 hatte er verschiedene professorale Positionen an der Nottingham Trent University und University of Nottingham inne. Von 2014 bis 2022 war er Fachgebietsleiter und Professor für Management in der internationalen Ernährungswirtschaft an der Universität Kassel. Während dieser Zeit war er unter anderem Leiter des Graduiertenzentrums für Umweltforschung und -lehre (GradZ), Mitglied des Gründungsdirektorium des Kassel Institute for Sustainability, Pro-Dekan des Fachbereichs Ökologische Agrarwissenschaften, Sprecher des kooperativen Promotionsplattform „Ernährungswirtschaft und Technologie“ (mit Schwerpunkt Nachhaltigkeit entlang der Lebensmittelkette) sowie Ko-Direktor des Global Partnership Networks (SDG 17) und Leiter des Research Cluster „Global Economy - Finance, Agriculture, Energy“. Seit April 2022 ist er als Professor und stellvertretender Direktor des „Instituts für Agrar- und Ernährungswirtschaft“ an der Justus-Liebig-Universität Gießen, wo er den Studiengang „MSc Nachhaltige Ernährungswirtschaft“ leitet. Seine Forschungsschwerpunkte sind die nachhaltige Unternehmensführung (insbes. Nachhaltigkeitsbilanzierung, -bewertung, -kontrolle, -zertifizierung und -berichterstattung) sowie das verantwortungsvolle Management von Wertschöpfungsketten und Produktionsnetzwerken in der Agrar- und Ernährungswirtschaft.